# Elmar Wepper
Pour les articles homonymes, voir Wepper.
Elmar Wepper né le 16 avril 1944 à Augsbourg et mort le 31 octobre 2023, est un acteur allemand. 

## Biographie

### Origines familiales
Elmar Wepper est le fils de Friedrich Karl Wepper (1916-1945), juriste, disparu au combat en Pologne pendant la seconde guerre mondiale et de Wilhelmine Wepper (1920-2009). Friedrich Karl Wepper appartenait à la 25e Panzerdivision qui subit de lourdes pertes à l'hiver 1945, lors des batailles de retraite sur la Vistule, sur la tête de pont près de Warka. Friedrich Karl Wepper est inhumé au cimetière militaire de Puławy. 
Elmar Wepper est le frère de l’acteur Fritz Wepper.

## Filmographie
- 1957 : Heute blau und morgen blau
- 1974–1976 : Der Kommissar (série télévisée))
- 1974 : Ein unheimlich starker Abgang
- 1976 : Die Leute von Feichtenreut
- 1978 : Zeit zum Aufstehen (Zweiteiler)
- 1977–1988 : Polizeiinspektion 1
- 1979 - 1986/1987 : Der Millionenbauer
- 1979 : Der große Karpfen Ferdinand
- 1984 - 1988 : Die Wiesingers
- 1986 : Irgendwie und Sowieso (de)
- 1983–1985 : Unsere schönsten Jahre
- 1989–1993 : Zwei Münchner in Hamburg (série télévisée)
- 1990 : Café Europa
- 1994 : Florian III (série télévisée)
- 1994–2000 : Zwei Brüder (série télévisée)
- 1999 : Einmal leben
- 2001 : Allô pizza (Lammbock) (TV)
- 2002 : Das Traumschiff – Chile und die Osterinseln (TV)
- 2003 : Mutter kommt in Fahrt (TV)
- 2004 : Der Fischer und seine Frau
- 2004 : Utta Danella – "Plötzlich ist es Liebe" (série télévisée)
- 2004 : Der Traum vom Süden
- 2005 : Vom Suchen und Finden der Liebe
- 2005 : Die Sturmflut
- 2005 : Mathilde liebt
- 2005 : Tatort : Tod auf der Walz
- 2006 : Au cœur de la tempête (Die Sturmflut) (TV)
- 2006 : Das Traumschiff (série télévisée)
- 2006 : Zwei Ärzte sind einer zu viel
- 2007 : Un passé trouble (Unter Mordverdacht) (TV)
- 2008 : Cherry Blossoms (Kirschblüten – Hanami)]
- 2010 : Les Chemins du bonheur (Ich trag dich bis ans Ende der Welt) (TV)
- 2010 : Hopfensommer (TV)
- 2011 : Trois quarts de lune (Dreiviertelmond)
- 2011 : Disparue (Das unsichtbare Mädchen) (TV)
- 2011 : Adel Dich
- 2019 : Cherry Blossoms et merveilleux démons (Kirschblüten & Dämonen) : Rudi

## Prix et distinctions
- Bayerischer Poetentaler, 2016

## Décoration
- Récipiendaire de l'ordre bavarois du Mérite